# Tunnelbahnhof

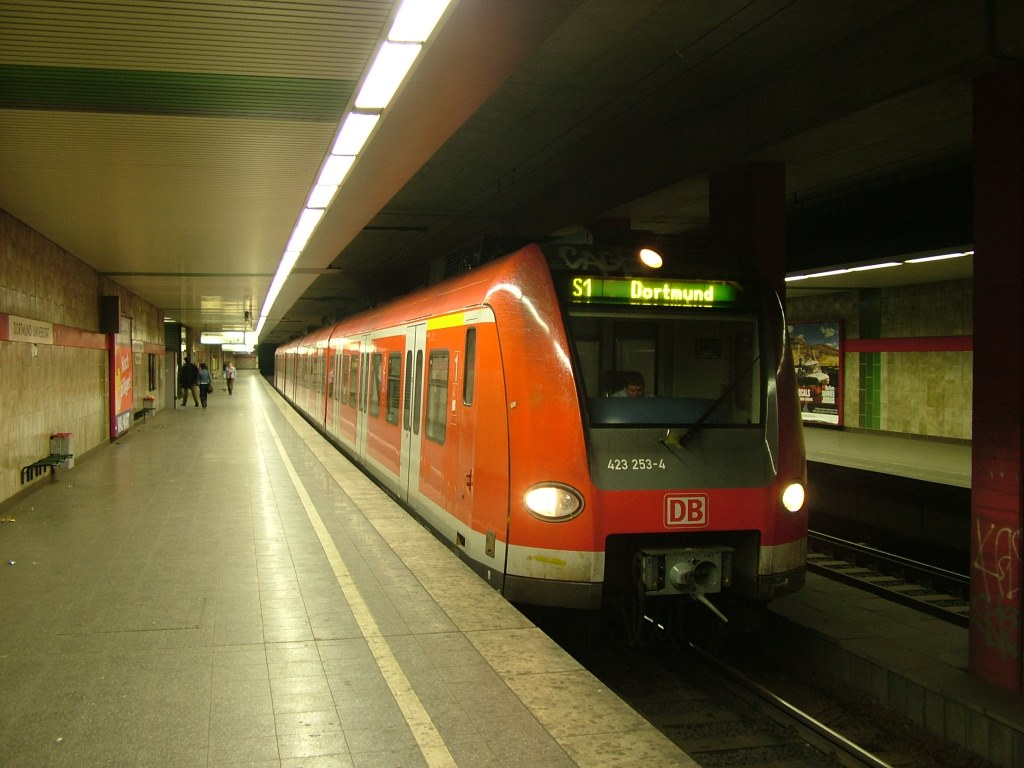
S-Bahn-Haltepunkt Dortmund Universität

Tunnelbahnhöfe, auch Tiefbahnhöfe genannt, sind Bahnhöfe, die in Eisenbahntunneln angelegt wurden. Sie liegen also unter dem Normalniveau der Umgebung, an der sie errichtet wurden. Meist sind es Bahnhöfe für die U-Bahnen oder S-Bahnen mit zwei bis vier Gleisen.
Der (nach Passagieraufkommen) größte Bahnhof der Welt, Shinjuku in Tokio, der Fernbahnhof von New York City, Penn Station, sowie Berlin Hauptbahnhof und Zürich Hauptbahnhof sind, zumindest in Bereichen, Tunnelbahnhöfe.

## Architektur

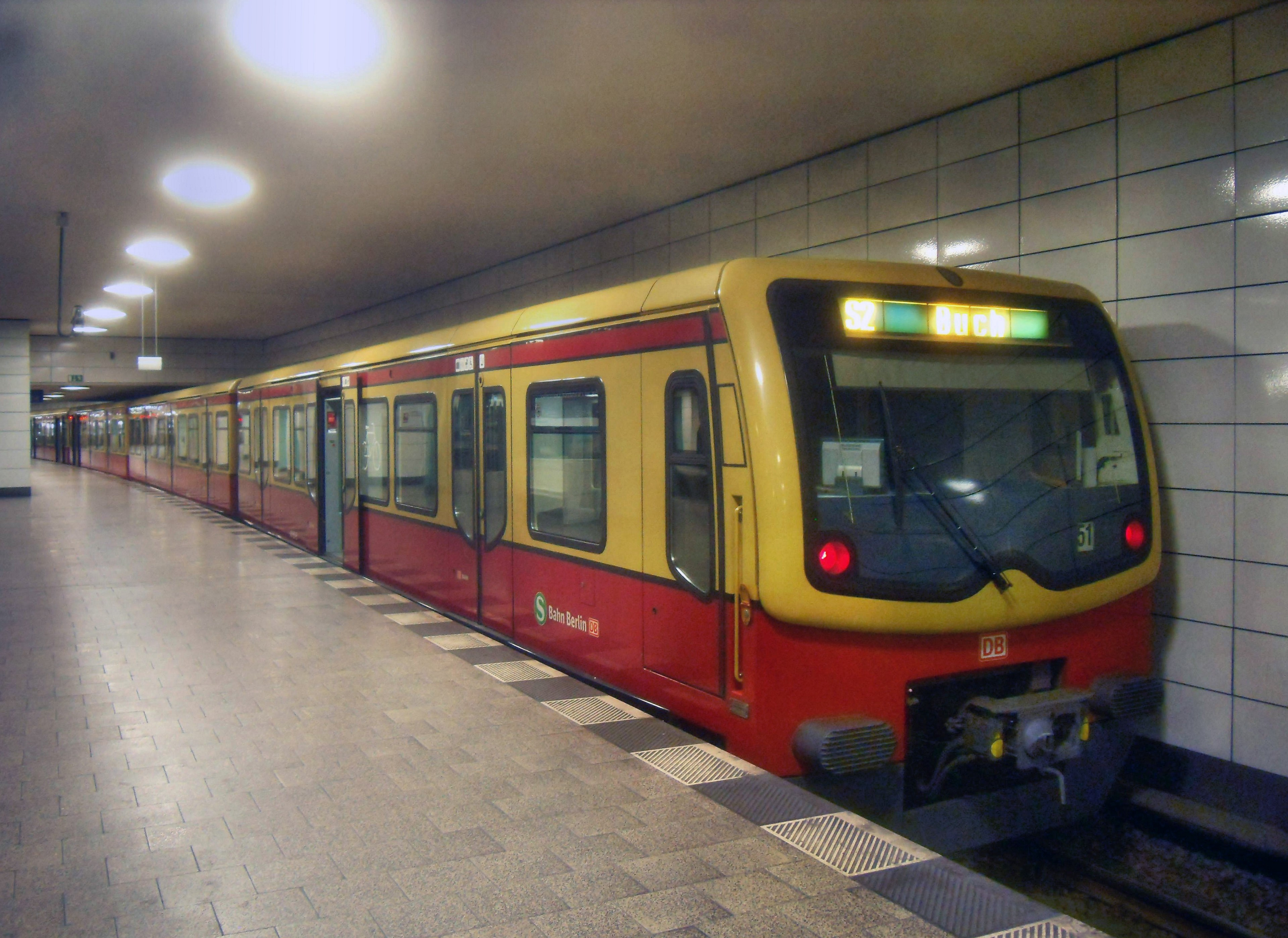
Triebwagen der DB-Baureihe 481 auf der Berliner S-Bahn-Linie S 2 im Tunnelbahnhof Anhalter Bahnhof

Bei Tunnelbahnhöfen, die ausschließlich dem S-Bahn-Verkehr dienen, handelt es sich meist um zweigleisige Bahnhöfe mit Insel- oder Außenbahnsteig. In selteneren Fällen gibt es an zentralen Umsteigepunkten auch viergleisige Haltepunkte, um auch bei längerem Halt einen verzögerungsfreien Betriebsablauf zu ermöglichen. Ferner gibt es unterirdische S-Bahnhöfe mit einer Umsteigemöglichkeit zur U-Bahn auf der gleichen Ebene, wobei es zwei Inselbahnsteige ermöglichen, vom Zug in die U-Bahn jeweils in dieselbe Fahrtrichtung umzusteigen. An Bahnhöfen, an denen eine U-Bahn-Strecke eine Eisenbahnstrecke orthogonal kreuzt, befinden sich die Bahnsteige auf verschiedenen Ebenen, die miteinander verbunden sind.
Unterirdische Fernbahnhöfe hingegen sind meist wie Durchgangsbahnhöfe konzipiert, wobei ein erhöhter Querbahnsteig den Zugang zu den einzelnen Gleisen ermöglicht. Statt einer Zugangsebene befindet sich hierbei meistens ein Balkon mit Zugangstreppen über den Gleisen, von dem die Gleise vollständig überschaubar sind. Bei manchen Fernbahnhöfen ist die Tunneldecke offengelegt, so dass sich der Bahnhof in einem unüberdachten Trog befindet, wie beispielsweise der Bahnhof in Neu-Ulm. Ferner existieren unterirdische Hauptbahnhöfe, bei denen der Tunnel offengelegt ist, der offene Bereich jedoch mit dem Bahnhofsgebäude überbaut ist.

## Busbahnhöfe
In einigen Ländern spielen Fernbusverbindungen eine wesentliche Rolle im öffentlichen Fernverkehr. Im Vergleich zu den Stadtbus-Linien halten die Fernbusse meist nicht an den herkömmlichen Haltestellen, sondern in Busbahnhöfen, die in den Städten ähnlich wie ein Hauptbahnhof konzipiert sind, jedoch von Bussen unterschiedlicher Gesellschaften bedient werden, die meist nur in größeren Städten halten. Um Verkehrschaos und Staus in der Nähe von Busbahnhöfen zu vermeiden, haben einige Städte ihre Busbahnhöfe unter die Erde verlegt, wobei die Ausfahrten direkt auf größeren Durchgangsstraßen oder Schnellstraßen einmünden. Unterirdische Busbahnhöfe gibt es u. a. in:
- Madrid (Avenida de America)
- Santander
- Torrelavega
- Helsinki
- Kattowitz
- Kielce
- Las Palmas de Gran Canaria

## Weitere Bahnhofsarten
Durchgangsbahnhof, Inselbahnhof, Keilbahnhof, Kopfbahnhof, Reiterbahnhof und Turmbahnhof unterscheiden sich nach ihrer Lage im Gleisnetz und U-Bahnhof beschreibt einen Tunnelbahnhof eines anderen Verkehrssystems.